# جنی‌لی هریسون
جنی‌لی هریسون (انگلیسی: Jenilee Harrison؛ زادهٔ ۱۲ ژوئن ۱۹۵۸) یک هنرپیشه اهل ایالات متحده آمریکا است. وی بین سال‌های ۱۹۷۸ تا ۲۰۰۵ میلادی فعالیت می‌کرد.
از فیلم‌ها یا برنامه‌های تلویزیونی که وی در آن نقش داشته است می‌توان به تانک و ملیبو اشاره کرد.